# گوتو، جزیره عشق
گوتو، جزیره عشق (فرانسوی: Goto, l'île d'amour‎) یک فیلم درام فرانسوی به کارگردانی والرین بروفچیک است که در سال ۱۹۶۸ منتشر شد.

## بازیگران
- پیر براسور
- ژینت لوکلر
- روبر کاپیا
- پی‌یر کوله
- کولت رژیس